# Tortue sillonnée
Centrochelys sulcata
Genre
Espèce
Synonymes
- Testudo sulcata Miller, 1779
- Geochelone sulcata (Miller, 1779)
- Testudo calcarata Schneider, 1784
- Testudo radiata senegalensis Gray, 1831

Statut de conservation UICN

ENA1cd : En danger
Statut CITES
La Tortue sillonnée ou Tortue à éperons, Centrochelys sulcata, unique représentant du genre Centrochelys, est une espèce de tortue de la famille des Testudinidae.

## Répartition
Cette espèce se rencontre en Afrique sahélienne en Mauritanie, au Sénégal, au Mali, au Burkina Faso, au Niger, au Nigeria, au Tchad, en Centrafrique, au Soudan, en Éthiopie et en Érythrée.
Sa présence est incertaine au Bénin.

## Habitat
Elle vit dans les savanes arides du sahel, caractérisées par des sols secs, des forêts d'Acacias, des journées très chaudes et des nuits froides. Elle peut creuser un terrier de 10 m de long et de 3 à 4 m de profondeur pour se protéger de la fraîcheur nocturne ou de la chaleur diurne.

## Description

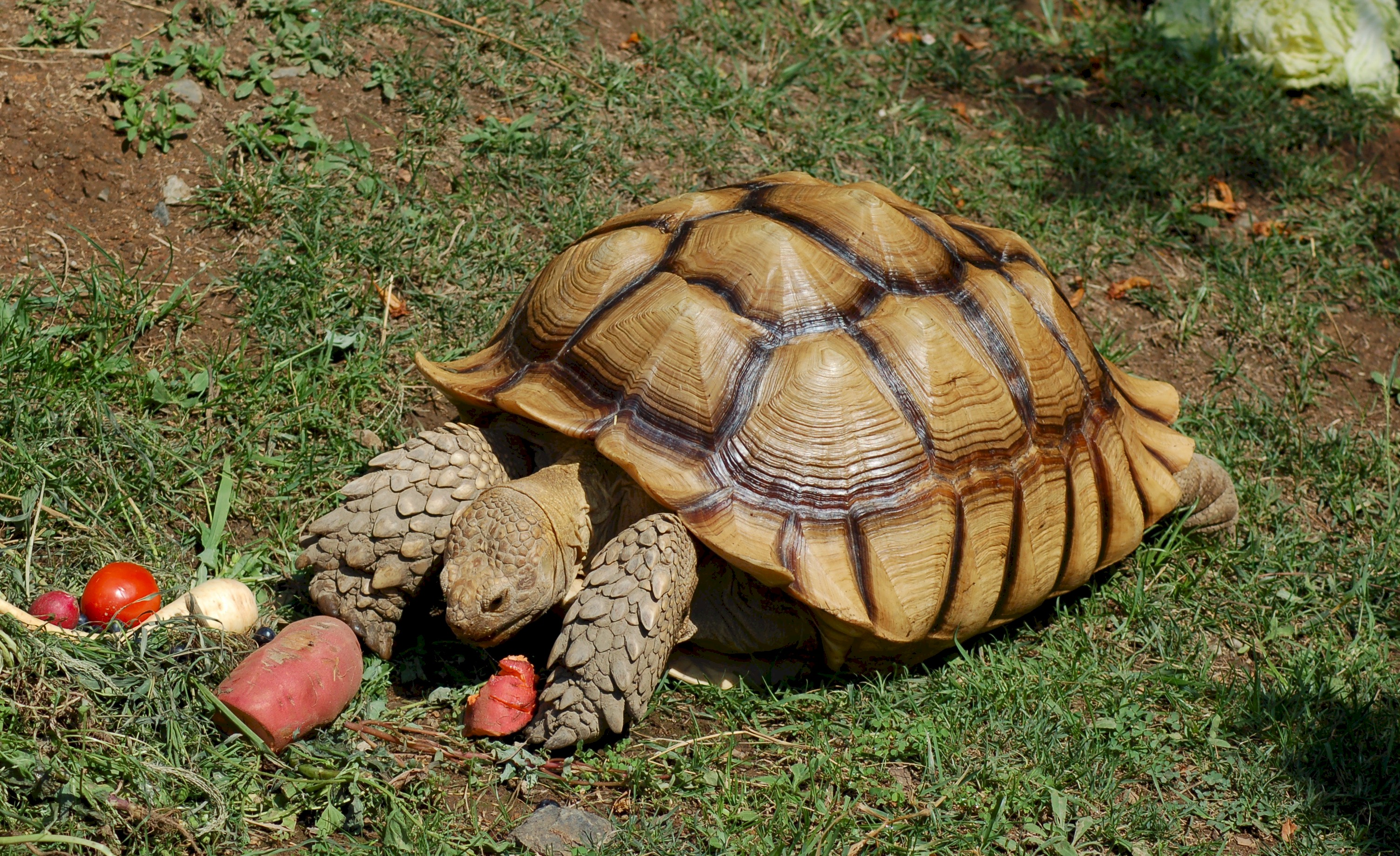
Centrochelys sulcata

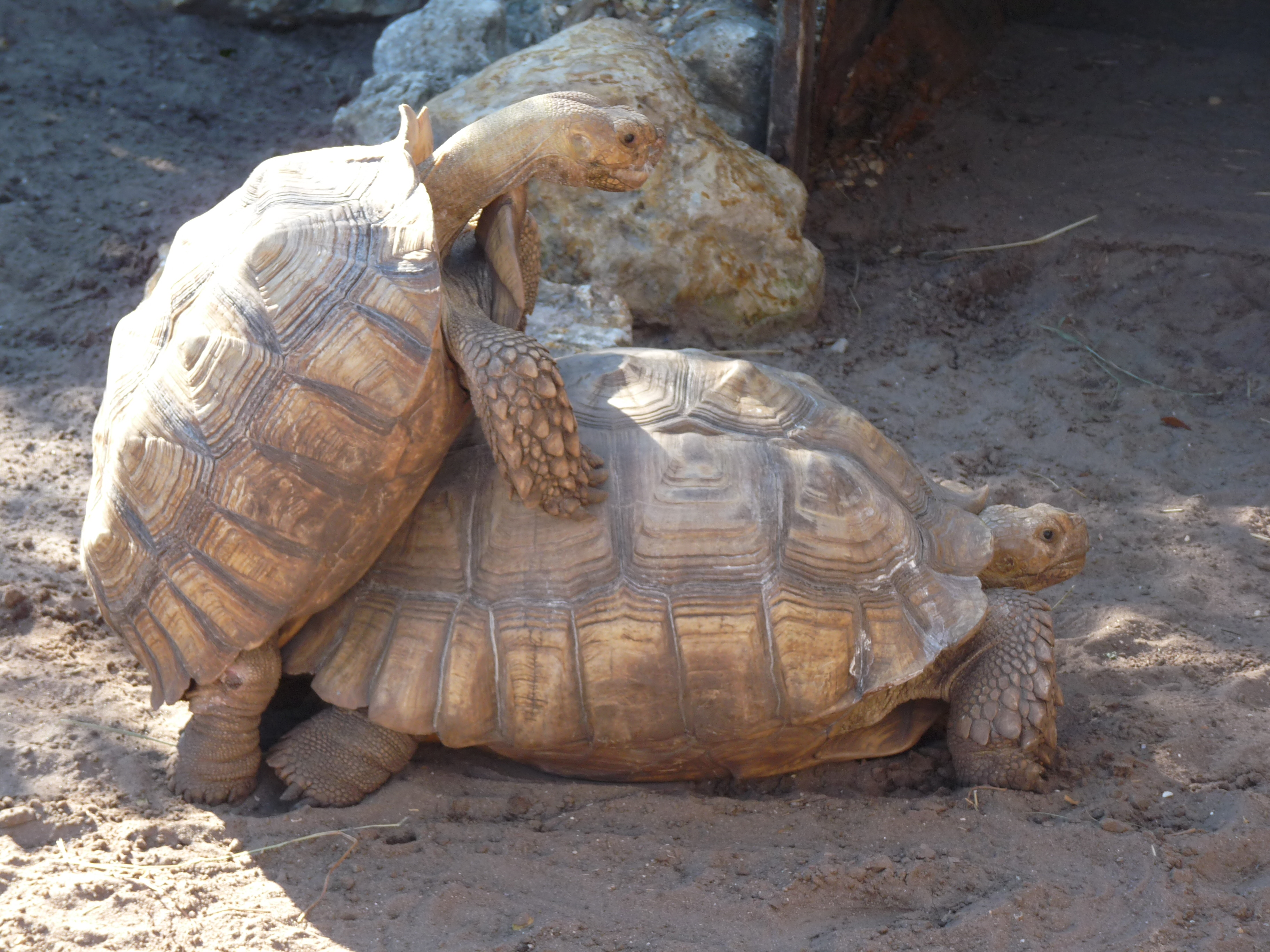
Centrochelys sulcata

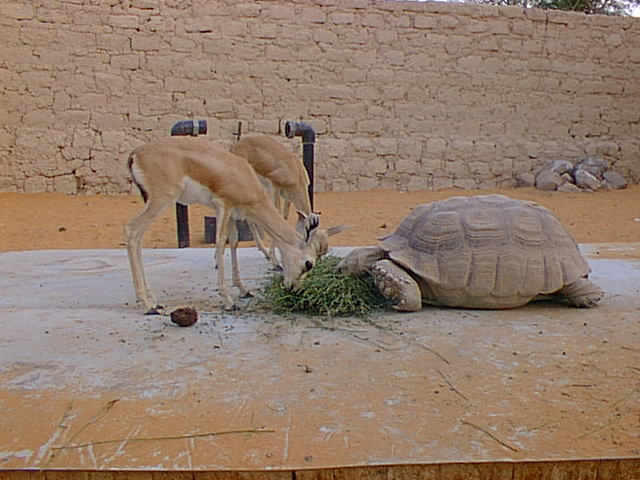
Tortue adulte sillonnée du Nord Tchad. année 2000

C'est une tortue terrestre qui mesure, à l'âge adulte, de 60 cm à 80 cm de long pour un poids d'une centaine de kilogrammes. Les femelles sont plus petites et ne dépassent pas les 60 kg. C'est la plus grosse tortue d'Afrique, et la plus grande du monde après celles des îles Galápagos et des Seychelles. C'est une tortue omnivore très active et qui demande beaucoup d'espace en captivité. Elle se nourrit d'herbe, de plante, de déchets végétaux mais aussi de charogne et d’excréments. Elle peut vivre plus de cent ans.

## Reproduction
Le rut est violent, avec affrontements entre mâles consistant à renverser l’adversaire sur le dos (sa dossière plate l’empêche alors de se remettre à l’endroit).
La ponte comprend de 15 à 30 œufs. Les œufs sont ronds et mesurent entre 41 et 49 mm, la durée d'incubation varie entre 90 et 120 jours. Les jeunes à la naissance mesurent 45 mm de longueur pour un poids de 30 g.

## Dimorphisme sexuel
Les mâles ont une écaille subjugulaire en forme de fourche à l'avant du plastron qu'ils utilisent pour retourner leurs rivaux lors d'affrontements sexuels.
La queue de la femelle est plus courte, plus étroite et l’orifice du cloaque est situé près de la base.

## Statut Légal
Annexe II de la convention de Washington

## Publications originales
- Gray, 1872 : Appendix to the catalogue of shield reptiles in the collection of the British Museum. Part I. Testudinata (Tortoises). London, p. 1-28 (texte intégral).
- Miller, 1779 : Icones Animalium et Plantarum. Various subjects of natural history, wherein are delineated birds, animals, and many curious plants. London, Letterpress, p. 1–10.